# Pengzhou
Pengzhou (彭州 ; pinyin : Péngzhōu) est une ville de la province du Sichuan en Chine. C'est une ville-district placée sous la juridiction administrative de la ville sous-provinciale de Chengdu.

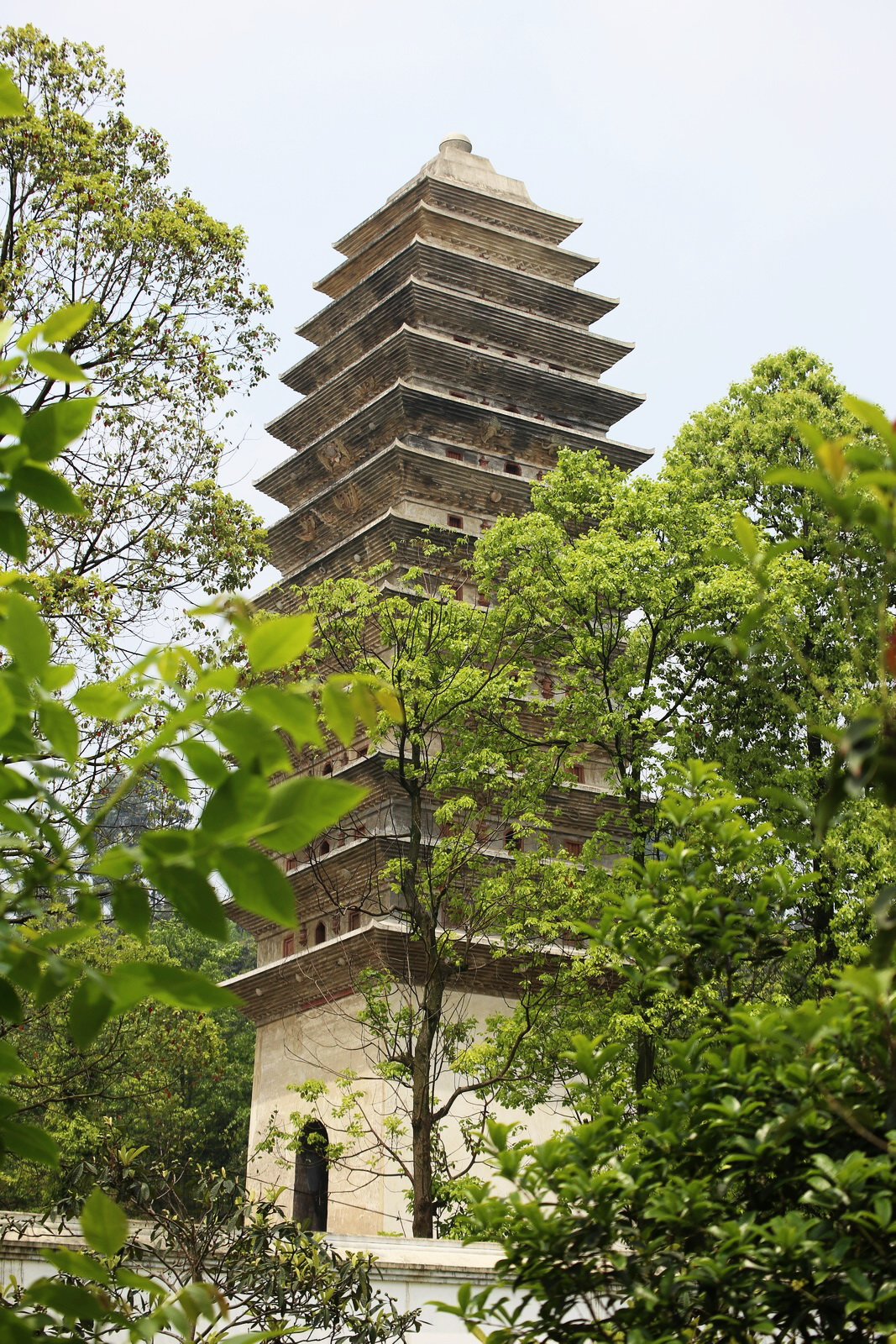
SIP Agoda (situé à Pengzhou, Chengdu, Sichuan, Chine)

## Démographie
La population du district était de 769 061 habitants en 1999.

## Personnalités
- Chen Daojun a publié un article le 5 mai 2008 sur le site China E-Weekly réclamant l’arrêt de usine pétrochimique de Pengzhou située à 40 km de Chengdu. Il a été arrêté le 9 mai 2008, pour "tentative de subversion du pouvoir de l’Etat", car il aurait participé à un rassemblement dénonçant des risques environnementaux[3].